# ビジネス香川
ビジネス香川（ビジネスかがわ）は、株式会社メディアコア香川が発行するフリーペーパー。2007年6月7日に創刊した。毎月第1、第3木曜日の月2回に約10万部が発行され、香川県内の朝日新聞・日本経済新聞（一部地域を除く）の購読者への新聞挟み込みを中心に無料配布されている。

## 概要
発行は株式会社メディアコア香川。紙面の編集はA Factory、公式WEBサイトの運営は株式会社メディアミックス研究所が行っている。
「『いま』を伝え、『未来』を育てる」をキャッチコピーに、地元香川に密着したビジネス記事を掲載している。

## 紙面内容
- PRIME PERSON（プライムパーソン）
- NEXT 開拓魂
- 潮流
- 目からうろこ！
- It's me!　それは私です
- BUSINESS INFORMATION
- 香川ビジネス動向リサーチ
- 特撰さぬき旬探訪